# Microcharon margalefi
Microcharon margalefi is een pissebed uit de familie Lepidocharontidae. De wetenschappelijke naam van de soort is voor het eerst geldig gepubliceerd in 1988 door Sabater & de Manuel.